# 호탄역
호탄역(위구르어: خوتەن بېكىتى Hoten békiti, 중국어: 和田站, 병음: Hetian Zhan 허톈 잔[*])은 중화인민공화국 신장 위구르 자치구 호탄 지구 호탄 시의 중심 철도역으로, 카허 철로의 동쪽 종착역이다. 우루무치 철로국이 관할하는 역이며 호탄 시 북쪽에 위치해 있다. 2013년부터 사용되었으며 2014년에 지진으로 반나절 간 운행이 중단된 바 있다.

## 역사 구조

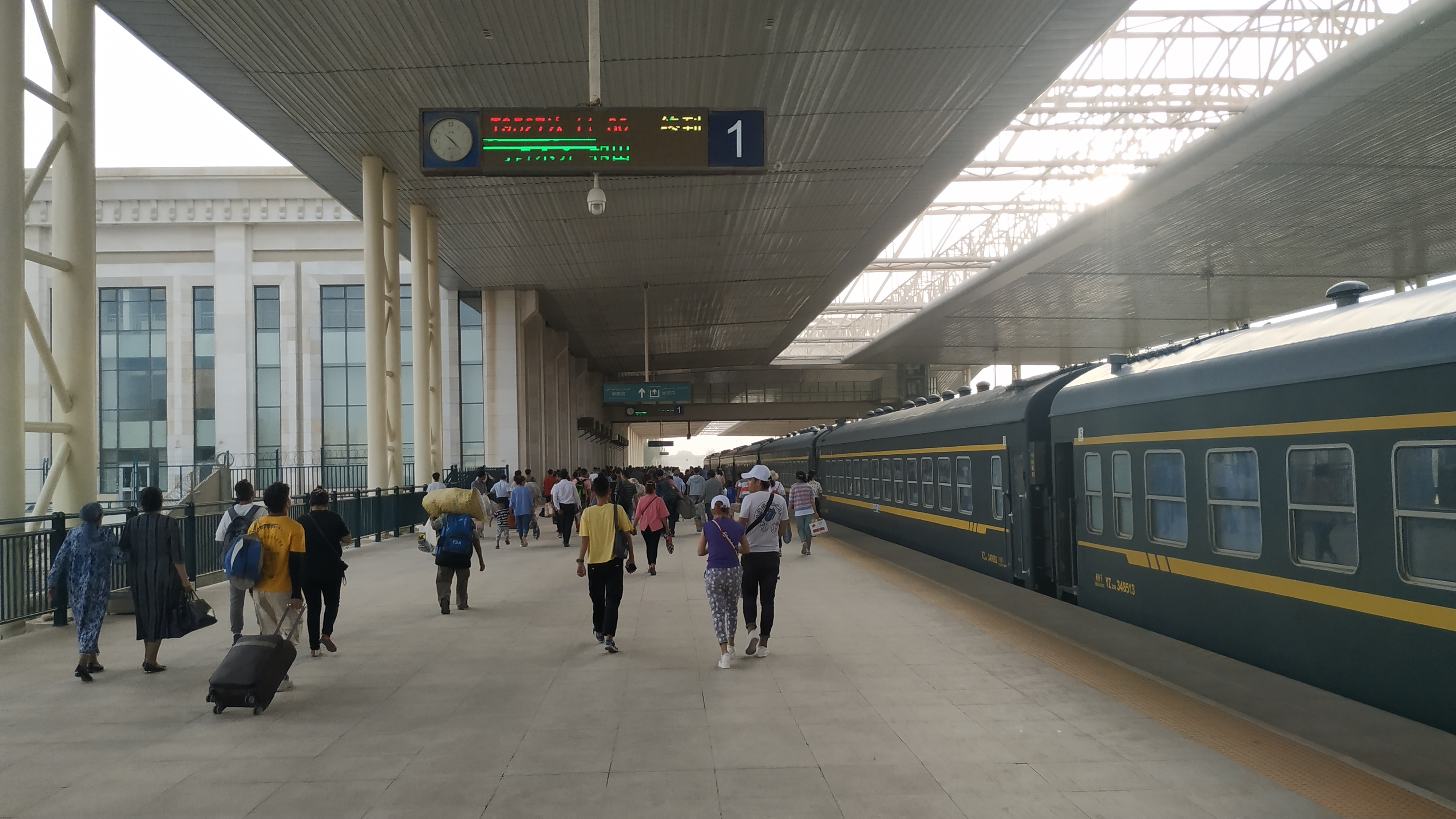
호탄역 1번 승강장

호탄 역의 역 건물은 현대적이고 우아한 모양을 하고 있으며, 외벽은 백색 화강암으로 되어 있고 정면은 백색 화강암 부조로 장식되어 있다. 전체적인 디자인은 호탄의 옥 문화를 반영하였고, 역사 정면이 볼록한 모양이다. 역사 내부는 광장 층, 플랫폼 층, 고가 층의 3개 층으로 이루어져 있고, 양쪽에는 매표소와 VIP 홀이 있다. 역 건물 앞에는 진입 다리가 설치되어있어 승객들이 대기 홀로 바로 들어갈 수 있도록 하였다.

## 역사
- 2013년 : 카허 철로의 전선 개업

## 출발 열차
현재 호탄 역에는 3개의 출발 열차가 있다.
- 5810(카슈가르행)
- 7558(우루무치 남역행, "和田玉龙号")
- 7566(카슈가르행, "民族团结大篷车")